# 札幌市立東川下小学校
札幌市立東川下小学校（さっぽろしりつ ひがしかわしもしょうがっこう）は北海道札幌市白石区川下4条3丁目にある市立小学校。

## 沿革
- 1981年（昭和56年）11月 - 札幌市立東川下小学校として設置認可。初代校長西中博 発令。
- 1982年（昭和57年）3月 - 開校式、児童総数18学級683名。札幌市立北都小学校より転籍。

## 通学区域
白石区
- 川下1条4丁目から川下1条9丁目まで
- 川下2条4丁目から川下2条8丁目まで
- 川下3条3丁目から川下3条7丁目まで
- 川下4条1丁目から川下4条6丁目まで
- 川下5条1丁目から川下5条4丁目まで
- 川下（281番地、621番地、622番地、638番地、640番地1から4まで、10、12から37まで、53から85まで、641番地16、20、21、23、24、36から40まで、42、43、45、48、49、51から53まで、59、66、67、75、77、83から102まで、104から107まで、176から179まで、188、189、733番地、749番地、770番地、771番地、111、112、125、126、134から137まで、164から167まで、964番地1、2、4、8から10まで、13、14、22、25、965番地、1079番地、1101番地、1173番地から1181番地まで、2520番地から2529番地まで、2535番地）